# Колоние
Коло̀ние (на италиански: Cologne, на източноломбардски: Culògne, Кулоние) е градче и община в Северна Италия, провинция Бреша, регион Ломбардия. Разположено е на 187 m надморска височина. Населението на общината е 7657 души (към 2013 г.).